# Lega Basket Serie A 2025-26
La Serie A 2025-26, conocida por motivos de patrocinio como Serie A UnipolSai fue la edición número 104 de la Lega Basket Serie A, la máxima competición de baloncesto de Italia. La temporada regular comenzará en septiembre de 2025 y finalizará con los playoffs en junio de 2026. 

## Equipos

### Ascensos y descensos
La temporada 2024-25 trajo consigo los descensos del Pistoia Basket 2000 y Scafati Basket a la Serie A2, de la que ascendieron para la presente temporada el Pallacanestro Cantù y el Amici Pallacanestro Udinese.

### Equipos y localización
| Equipo                     | Sede          | Pabellón            | Capacidad |
| -------------------------- | ------------- | ------------------- | --------- |
| Acqua S.Bernardo Cantù     | Cantù         | PalaDesio           | 6,700     |
| APU Old Wild West Udine    | Udine         | PalaCarnera         | 3,470     |
| Banco di Sardegna Sassari  | Sassari       | PalaSerradimigni    | 5,000     |
| Bertram Derthona Tortona   | Tortona       | Pala OltrePo        | 1,800     |
| Dolomiti Energia Trentino  | Trento        | BLM Group Arena     | 4,360     |
| Germani Brescia            | Brescia       | PalaLeonessa        | 5,200     |
| Gevi Napoli                | Nápoles       | PalaBarbuto         | 5,500     |
| EA7 Emporio Armani Milano  | Milán         | Mediolanum Forum    | 12,700    |
| Nutribullet Treviso Basket | Treviso       | PalaVerde           | 5,134     |
| UNAHOTELS Reggio Emilia    | Reggio Emilia | PalaBigi            | 4,530     |
| Trapani Shark              | Trapani       | PalaIlio            | 4,575     |
| Pallacanestro Trieste 2004 | Trieste       | PalaTrieste         | 6,943     |
| Guerino Vanoli Basket      | Cremona       | PalaRadi            | 3,519     |
| Openjobmetis Varese        | Varese        | Enerxenia Arena     | 5,100     |
| Umana Reyer Venezia        | Venecia       | Palasport Taliercio | 3,506     |
| Virtus Segafredo Bologna   | Bolonia       | Virtus Arena        | 9,700     |

## Temporada regular

### Clasificación
Actualizada a septiembre de 2025.
| Pos. | Equipo                     | PJ | G | P | PF | PC | DP | Pts | Clasificación              |
| ---- | -------------------------- | -- | - | - | -- | -- | -- | --- | -------------------------- |
| 1    | Segafredo Virtus Bologna   | 0  | 0 | 0 | 0  | 0  | 0  | 0   | Clasificados para Playoffs |
| 2    | AX Armani Exchange Milano  | 0  | 0 | 0 | 0  | 0  | 0  | 0   | Clasificados para Playoffs |
| 3    | Germani Basket Brescia     | 0  | 0 | 0 | 0  | 0  | 0  | 0   | Clasificados para Playoffs |
| 4    | Umana Reyer Venezia        | 0  | 0 | 0 | 0  | 0  | 0  | 0   | Clasificados para Playoffs |
| 5    | UNAHOTELS Reggio Emilia    | 0  | 0 | 0 | 0  | 0  | 0  | 0   | Clasificados para Playoffs |
| 6    | Acqua S.Bernardo Cantù     | 0  | 0 | 0 | 0  | 0  | 0  | 0   | Clasificados para Playoffs |
| 7    | Dolomiti Energia Trento    | 0  | 0 | 0 | 0  | 0  | 0  | 0   | Clasificados para Playoffs |
| 8    | Bertram Derthona Basket    | 0  | 0 | 0 | 0  | 0  | 0  | 0   | Clasificados para Playoffs |
| 9    | GeVi Napoli                | 0  | 0 | 0 | 0  | 0  | 0  | 0   |                            |
| 10   | Banco di Sardegna Sassari  | 0  | 0 | 0 | 0  | 0  | 0  | 0   |                            |
| 11   | Guerino Vanoli Basket      | 0  | 0 | 0 | 0  | 0  | 0  | 0   |                            |
| 12   | APU Old Wild West Udine    | 0  | 0 | 0 | 0  | 0  | 0  | 0   |                            |
| 13   | NutriBullet Treviso        | 0  | 0 | 0 | 0  | 0  | 0  | 0   |                            |
| 14   | Openjobmetis Varese        | 0  | 0 | 0 | 0  | 0  | 0  | 0   |                            |
| 15   | Trapani Shark              | 0  | 0 | 0 | 0  | 0  | 0  | 0   | Descenso a Serie A2        |
| 16   | Pallacanestro Trieste 2004 | 0  | 0 | 0 | 0  | 0  | 0  | 0   | Descenso a Serie A2        |

 Fuente: LBA